# Zastosowanie i ocena pereł

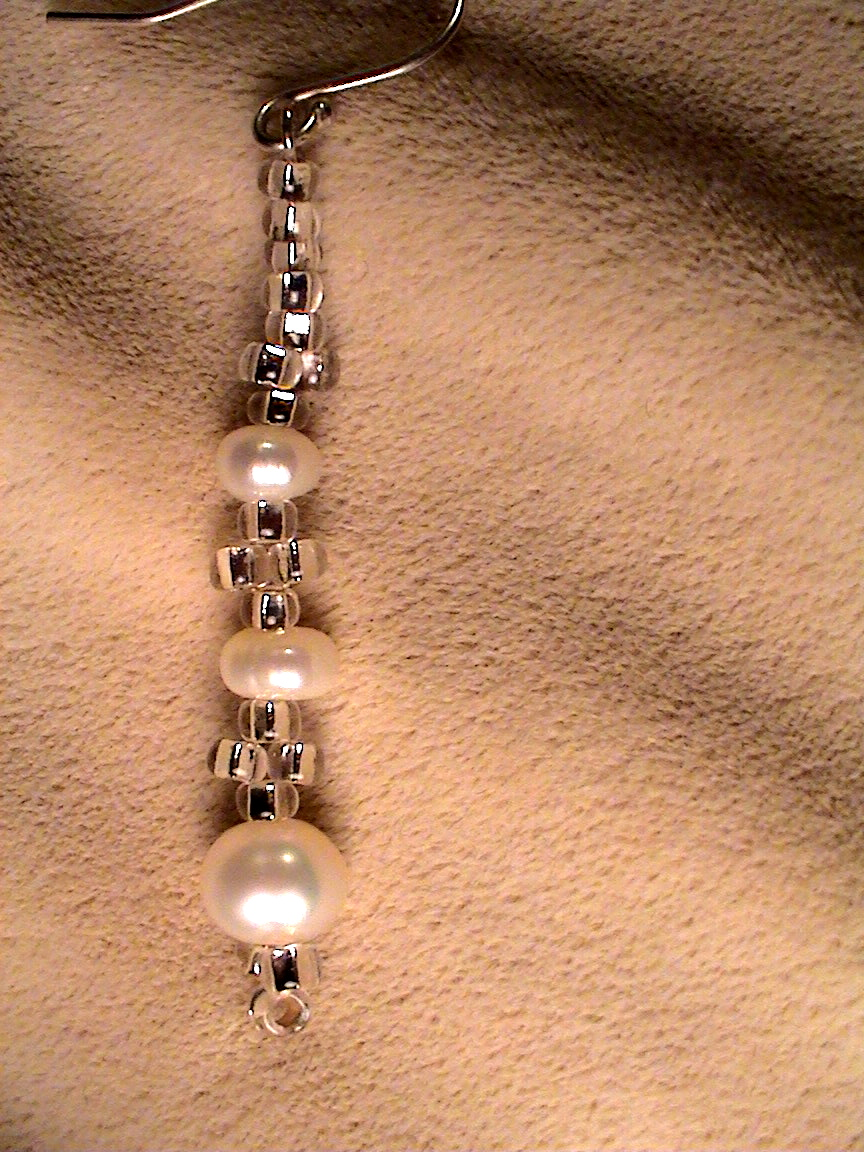
kolczyk z perłami

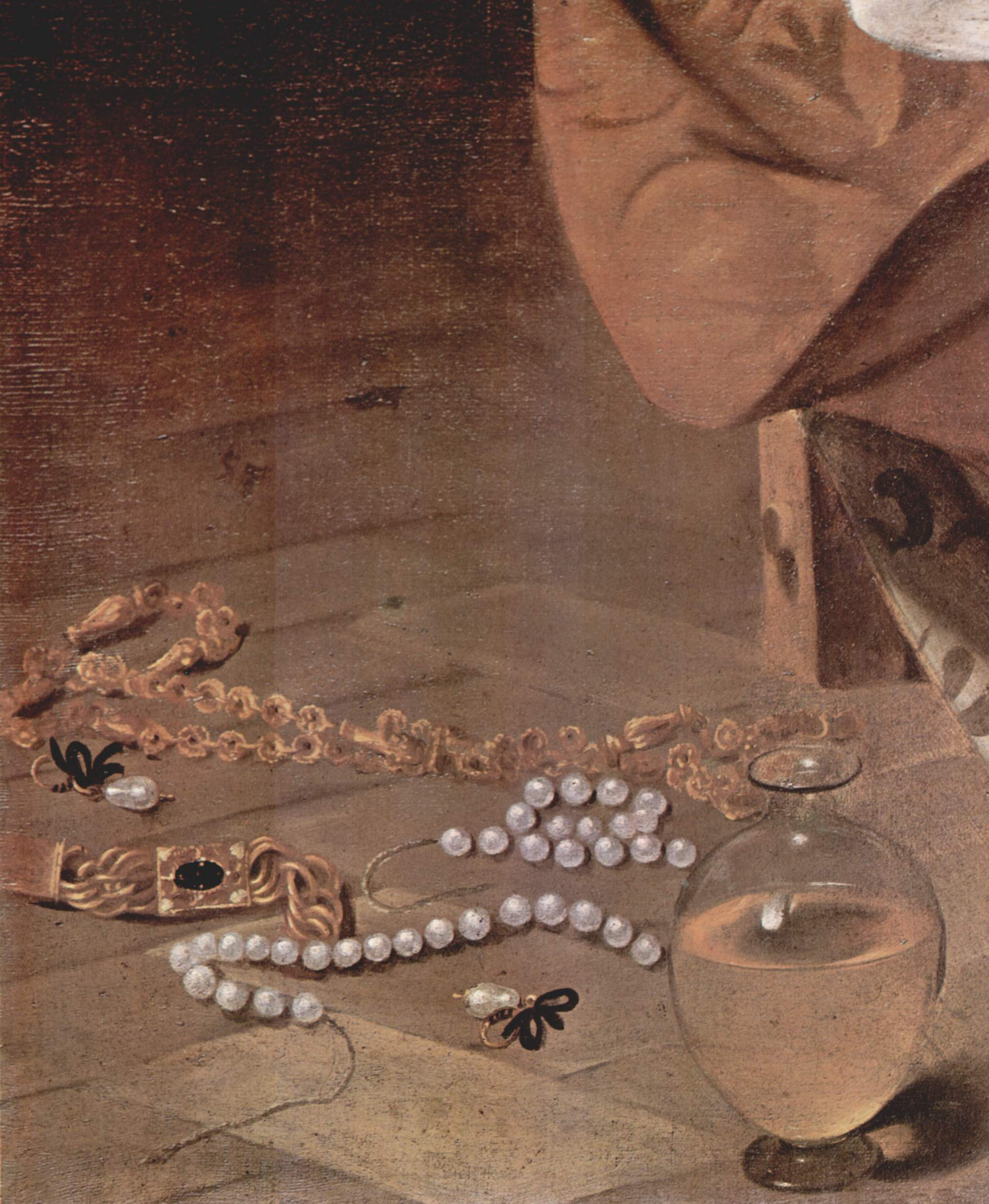
biżuteria

Zastosowanie i ocena pereł – perły należą do najwartościowszych kamieni szlachetnych; nie wymagają żadnej obróbki, w stanie naturalnym wykazują pełny połysk, pożądany orient.

## Zastosowanie
70% pereł nawleka się na sznurki i nosi jako "łańcuchy". Zwykle ich długość wynosi 40 cm – tzw. „kołnierz”, zaś łańcuchy dwukrotnie dłuższe noszą nazwę „opera”. Łańcuch pereł o jednakowej wielkości określa się mianem „garnituru”. Jeśli perły od największej pośrodku zmniejszają się ku końcom łańcucha, jest to „naszyjnik” lub „podziałka”. 
- Wyboru pereł na garnitury lub naszyjniki dokonuje się gołym okiem.
- Otwory wierci się w miejscu wadliwym lub mniej ładnym, usuwając jednocześnie niedoskonałość perły. Średnica otworu powinna wynosić 0,3 mm. Pereł niebieskich nie należy wiercić (skłonność do zmiany barwy).
- Perły plamiste lub uszkodzone można „obrać”, czyli pozbawić warstwy powierzchniowej. Odzyskują wówczas swą pierwotną urodę.
- Bardzo wadliwe miejsca wycina się. Reszta perły w kształcie półkuli lub 3/4 zostaje sprzedana – nadaje się na kolczyki i broszki.

Pierwsze wzmianki o perłach znajdują się u Teofrasta – greckiego autora rozprawy „O kamieniach”. W celach zdobniczych używano pereł w starożytnym Egipcie i Grecji, a później na znacznie większą skalę w Rzymie, gdzie za piękne perły płacono bardzo wysokie ceny. Sznury kosztownych pereł otrzymywali zdobywcy wyścigów. W perłach kochał się Wschód, zwłaszcza Indie i Persja. Wspaniałe perły używane do zdobienia uroczystych strojów, znajdowały się w skarbcach indyjskich maharadżów. W perskim skarbcu koronnym znajdują się liczne ozdoby z pereł; m.in. korona szacha perskiego.
Przewożone do Europy ze Wschodu perły znalazły zastosowanie w zdobnictwie szat kościelnych oraz strojów kobiecych. Najstarsza córka Kazimierza Wielkiego miała suknię ślubną wyszytą perłami. Wielkie ilości pereł znajdowały się w posiadaniu polskich magnatów. Sznury pereł liczono nieraz na łokcie.
Perłami przyozdabia się broszki, wisiorki, szpile, pierścienie.

## Ocena
Wartość pereł jest zawsze funkcją ich barwy podstawowej, połysku, przeświecalności, kształtu, charakteru powierzchni, wielkości (masy). W przypadku jednoczesnego stosowania kilku lub kilkunastu pereł (naszyjniki), istotnym dla oceny wartości staje się stopień wzajemnego dopasowania okazów. 
- kształt kulisty jest najbardziej ceniony[potrzebny przypis].
- perły różowe są najbardziej cenione w Europie i USA przez damy o jasnej karnacji. Ciemnowłose panie z krajów południowych preferują perły kremowe[potrzebny przypis].
- najwyższą cenę uzyskują perły różowe, później kremowe, białe i czarne na dalszych miejscach brunatne i inne[potrzebny przypis].
- na podstawie barwy i połysku znawca może określić pochodzenie pereł.
- ciężar pereł podaje się w granach (1 gran = 0,05 g = 0,25 karata), tylko bardzo małe perły mierzy się w karatach.
- oceny wartości pereł dokonuje się stosując odpowiednie przeliczenia; dokonują tego specjaliści.
- zależność ceny od masy jest ujęta regułą Taverniera – cena wzrasta z kwadratem masy wyrażonej w granach.
- szczególnie duże i piękne perły nie podlegają regule szacunkowej (osiągają na rynkach nieraz bardzo wysokie ceny).
- jednakowe perły w naszyjniku mają wartość znacznie wyższą[potrzebny przypis].
- perły ze sztucznej hodowli są oceniane niżej, a jeszcze niżej od nich perły japońskie.